# Ariadnaria acutiminata
Ariadnaria acutiminata is een slakkensoort uit de familie van de Capulidae. De wetenschappelijke naam van de soort is voor het eerst geldig gepubliceerd in 1978 door Golikov & Gulbin.